# Quercus durata
Quercus durata es una especie de roble de la familia Fagaceae que es un endemismo de California. Está clasificada en la sección Quercus, que son los robles blancos de Europa, Asia y América del Norte. Tienen los estilos cortos; las bellotas maduran en 6 meses y tienen un sabor dulce y ligeramente amargo, el interior de la bellota tiene pelo. Las hojas carecen de una mayoría de cerdas en sus lóbulos, que suelen ser redondeados.

## Descripción
Existen dos variedades que en la última revisión de The Plant List (2014) ya son incluidas como meros sinónimos:
Quercus durata var. durata es un endemismo estricto de suelos de serpentina que se produce en la cordillera de la costa y el norte de Sierra Nevada. A menudo es un componente del chaparral de serpentina. La mayoría de los individuos son bajos, inferiores a 5 m de altura tienen unas hojas perennifolias pequeñas, densamente organizadas.
Es un arbusto de hoja perenne densamente ramificado. Su limbo es en general profundamente hundido. Los márgenes de las hojas son revolutos. Las hojas son perennifolias y tienen un color grisáceo o amarillento en la cara superior , con una persistente pubescencia estrellada; la cara inferior generalmente tienen pelos rizados de 1-2 mm.
La floración se produce en primavera. En suelos de serpentina , entre los 150-1500 m de altitud.
Quercus durata var. gabrielensis es un arbusto perennifolio abiertamente ramificado, enclenque. Su limbo está moderadamente hundido, a veces casi plano. Las hojas tienen un color verde brillante por encima , generalmente glabros; o a veces escasamente estrellado-pubescentes. La floración es en primavera. Crece en los chaparrales, en laderas secas, expuestos en suelos sueltos que no sean de serpentina, de interés para la conservación, a una altitud de 450-1000 m.
Quercus durata var. gabrielensis se produce solo en el condado de Los Ángeles, en la vertiente sur de la Sierra de San Gabriel desde La Canada a Pomona. En esta área a lo largo de los límites altitudinales más bajos de esta variedad. Ocasionalmente puede ocurrir que se hibrida con el Q. engelmannii [= Q. × grandidentata Ewan (como especie)]. Estos híbridos putativos son grandes arbustos o pequeños árboles con hojas que son persistentemente peludas en la cara inferior y tienen dientes regulares gruesas. Desafortunadamente la mayoría de estos híbridos, han sido eliminados por el mismo crecimiento incontrolado que ha experimentado en gran parte Q. engelmannii en esta área.

## Taxonomía
Quercus durata fue descrita por Willis Linn Jepson y publicado en A Flora of California 1(2): 356. 1909.
Etimología
Quercus: nombre genérico del latín que designaba igualmente al roble y a la encina.
Sinonimia
- Quercus dumosa var. bullata Engelm.
- Quercus dumosa subsp. durata (Jeps.) A.Camus
- Quercus dumosa var. revoluta Sarg.
- Quercus durata var. durata[3][4]